# Sport Club Marsala 1983-1984
Questa pagina raccoglie le informazioni riguardanti lo Sport Club Marsala nelle competizioni ufficiali della stagione 1983-1984.

## Rosa
| N. |                   | Ruolo | Calciatore            |
| -- | ----------------- | ----- | --------------------- |
|    | Italia (bandiera) |       | Abate                 |
|    | Italia (bandiera) |       | Alici                 |
|    | Italia (bandiera) | D     | Giuseppe Alogna       |
|    | Italia (bandiera) | D     | Antonio Arcoleo       |
|    | Italia (bandiera) | D     | Sebastiano Artale     |
|    | Italia (bandiera) | C     | Rocco Antonio Aversa  |
|    | Italia (bandiera) |       | D'Amico               |
|    | Italia (bandiera) | A     | Giuseppe D'Angelo     |
|    | Italia (bandiera) | P     | Giovanni di Benedetto |
|    | Italia (bandiera) | A     | Giuseppe Di Giorgio   |
|    | Italia (bandiera) | C     | Guido Domingo         |
|    | Italia (bandiera) | D     | Giuseppe Ferrarotto   |
|    | Italia (bandiera) | P     | Roberto Festa         |

| N. |                   | Ruolo | Calciatore         |
| -- | ----------------- | ----- | ------------------ |
|    | Italia (bandiera) | C     | Vito Iuculano      |
|    | Italia (bandiera) |       | Manzo              |
|    | Italia (bandiera) | C     | Pasquale Marino    |
|    | Italia (bandiera) | A     | Amedeo Monaldo     |
|    | Italia (bandiera) | D     | Mario Rivela       |
|    | Italia (bandiera) |       | Roccia             |
|    | Italia (bandiera) | A     | Angelo Rotondo     |
|    | Italia (bandiera) | D     | Domenico Salciccia |
|    | Italia (bandiera) | C     | Massimo Scarel     |
|    | Italia (bandiera) | A     | Luigi Tabita       |
|    | Italia (bandiera) | D     | Fabio Todde        |
|    | Italia (bandiera) | A     | Gaspare Umile      |

## Risultati

### Campionato

#### Girone di andata
| 19 settembre 1983 1ª giornata | Licata | 1 – 1 | Marsala |  |

| 26 settembre 1983 2ª giornata | Marsala | 0 – 1 | Frosinone |  |

| 2 ottobre 1983 3ª giornata | Grumese | 1 – 1 | Marsala |  |

| 9 ottobre 1983 4ª giornata | Marsala | 1 – 3 | Lodigiani |  |

| 16 ottobre 1983 5ª giornata | Siracusa | 2 – 1 | Marsala |  |

| 23 ottobre 1983 6ª giornata | Marsala | 0 – 1 | Afragolese |  |

| 30 ottobre 1983 7ª giornata | Nocerina | 5 – 0 | Marsala |  |

| 6 novembre 1983 8ª giornata | Marsala | 2 – 1 | Canicattì |  |

| 13 novembre 1983 9ª giornata | Marsala | 0 – 0 | Frattese |  |

| 20 novembre 1983 10ª giornata | Ercolanese | 3 – 1 | Marsala |  |

| 27 novembre 1983 11ª giornata | Marsala | 0 – 1 | Sorrento |  |

| 4 dicembre 1983 12ª giornata | Paganese | 1 – 0 | Marsala |  |

| 11 dicembre 1983 13ª giornata | Ischia Isolaverde | 2 – 0 | Marsala |  |

| 18 dicembre 1983 14ª giornata | Marsala | 0 – 0 | Turris |  |

| 8 gennaio 1984 15ª giornata | Alcamo | 3 – 2 | Marsala |  |

| 15 gennaio 1984 16ª giornata | Marsala | 1 – 1 | Latina |  |

| 22 gennaio 1984 17ª giornata | Reggina | 3 – 0 | Marsala |  |

#### Girone di ritorno
| 29 gennaio 1984 18ª giornata | Marsala | 2 – 1 | Licata |  |

| 5 febbraio 1984 19ª giornata | Frosinone | 3 – 1 | Marsala |  |

| 12 febbraio 1984 20ª giornata | Marsala | 1 – 2 | Grumese |  |

| 19 febbraio 1984 21ª giornata | Lodigiani | 0 – 0 | Marsala |  |

| 26 febbraio 1984 22ª giornata | Marsala | 1 – 0 | Siracusa |  |

| 4 marzo 1984 23ª giornata | Afragolese | 2 – 0 | Marsala |  |

| 11 marzo 1984 24ª giornata | Marsala | 0 – 1 | Nocerina |  |

| 18 marzo 1984 25ª giornata | Canicattì | 2 – 1 | Marsala |  |

| 1º aprile 1984 26ª giornata | Frattese | 2 – 0 | Marsala |  |

| 8 aprile 1984 27ª giornata | Marsala | 0 – 4 | Ercolanese |  |

| 15 aprile 1984 28ª giornata | Sorrento | 2 – 0 | Marsala |  |

| 29 aprile 1984 29ª giornata | Marsala | 1 – 4 | Paganese |  |

| 6 maggio 1984 30ª giornata | Marsala | 1 – 3 | Ischia Isolaverde |  |

| 13 maggio 1984 31ª giornata | Turris | 4 – 0 | Marsala |  |

| 20 maggio 1984 32ª giornata | Marsala | 1 – 1 | Alcamo |  |

| 27 maggio 1984 33ª giornata | Latina | 4 – 0 | Marsala |  |

| 3 giugno 1984 34ª giornata | Marsala | 0 – 2 | Reggina |  |